# Len Dawson
Leonard Ray Dawson (Alliance, Ohio, 20 juni 1935 - Kansas City, Kansas, 24 augustus 2022) was een Amerikaans Americanfootballspeler voor de Pittsburgh Steelers, de Cleveland Browns en de Dallas Texans / Kansas City Chiefs in de National Football League. Dawson speelde als quarterback, won eenmaal de Super Bowl en is in 1987 opgenomen in de Pro Football Hall of Fame.